# Miroslav Kamiš
Miroslav Kamiš (* 23. srpna 1961) je bývalý český fotbalista.

## Fotbalová kariéra
V československé lize hrál za Škodu Plzeň. Nastoupil v 25 ligových utkáních. Ve druhé nejvyšší soutěži hrál za Dynamo České Budějovice.

## Ligová bilance
| Ročník                                   | Zápasy | Góly | Klub        |
| ---------------------------------------- | ------ | ---- | ----------- |
| 1. československá fotbalová liga 1986/87 | 25     | 0    | Škoda Plzeň |
| CELKEM                                   | 25     | 0    |             |